# Tiatordos
El pico Tiatordos es una montaña de 1951 m de altitud ubicada en el oriente de Asturias. Se integra en el parque natural de Redes y establece la divisoria de dos concejos: Ponga y Caso.  La prominencia de este pico, su característica cumbre, su altitud y la belleza del entorno que lo rodea hacen del Tiatordos una de las montañas más emblemáticas del parque natural de Redes.

## Rutas de acceso
Desde Caso, la ruta de montañismo más frecuente para llegar al Tiatordos parte de Pendones. Desde Ponga, las rutas de acceso comienzan en Taranes y Tanda.